# Юнацький чемпіонат Європи з футболу (U-19) 2004
Чемпіонат Європи з футболу серед юнаків віком до 19 років 2004 року — пройшов у Швейцарії з 13 по 24 липня. Переможцем стала збірна Іспанії, яка у фіналі перемогла збірну Туреччини із рахунком 1:0.

## Міста та стадіони
| Місто   | Стадіон                       | Клуб-господар | Місткість |
| ------- | ----------------------------- | ------------- | --------- |
| Крієнс  | «Крінфельд»                   | СК Крієнс     | 5,100     |
| Аарау   | «Брюггліфельд»                | Арау          | 9,249     |
| Фрібур  | Університет Святого Леонарда  | Фрібур        | 9,000     |
| Лозанна | Стадіон Хуан Антоніо Самаранч |               |           |
| Ньйон   | «Коловрей»                    | ФК Ньйон      | 7,200     |

## Кваліфікація
1. Юнацький чемпіонат Європи з футболу (U-19) 2004 (кваліфікаційний раунд)
2. Юнацький чемпіонат Європи з футболу (U-19) 2004 (другий раунд)

## Учасники
- Бельгія
- Німеччина
- Італія
- Польща
- Іспанія
- Швейцарія (господарі)
- Туреччина
- Україна

## Судді
- Геральд Ленер
- Леван Паніашвілі
- Жолт Сабо
- Алон Єфет
- Педру Проенса
- Дуглас Макдональд

## Груповий етап

### Група А
| Збірна    | І | В | Н | П | ГЗ | ГП | РГ | О |
| --------- | - | - | - | - | -- | -- | -- | - |
| Швейцарія | 3 | 1 | 2 | 0 | 3  | 1  | +2 | 5 |
| Україна   | 3 | 1 | 2 | 0 | 1  | 0  | +1 | 5 |
| Італія    | 3 | 1 | 1 | 1 | 5  | 2  | +3 | 4 |
| Бельгія   | 3 | 0 | 1 | 2 | 0  | 6  | -6 | 1 |

| 13 липня 2004 19:00 CET |

| Бельгія | 0 – 0    | Україна |
| ------- | -------- | ------- |
|         | Протокол |         |

| «Крінфельд», Крієнс Арбітр: Дуглас Макдональд (Шотландія) |

| 13 липня 2004 19:00 CET |

| Швейцарія   | 1 – 1    | Італія       |
| ----------- | -------- | ------------ |
| Салатич 72' | Протокол | Альберті 45' |

| «Брюггліфельд», Аарау Арбітр: Педру Проенса (Португалія) |

| 15 липня 2004 19:00 CET |

| Італія | 0 – 1    | Україна        |
| ------ | -------- | -------------- |
|        | Протокол | Мілевський 61' |

| «Крінфельд», Крієнс Арбітр: Геральд Ленер (Австрія) |

| 15 липня 2004 20:00 CET |

| Швейцарія           | 2 – 0    | Бельгія |
| ------------------- | -------- | ------- |
| Антич 38' Бюлер 78' | Протокол |         |

| «Брюггліфельд», Аарау Арбітр: Леван Паніашвілі (Грузія) |

| 18 липня 2004 20:00 CET |

| Україна | 0 – 0    | Швейцарія |
| ------- | -------- | --------- |
|         | Протокол |           |

| «Крінфельд», Крієнс Арбітр: Жолт Сабо (Угорщина) |

| 18 липня 2004 20:00 CET |

| Італія                                         | 4 – 0    | Бельгія |
| ---------------------------------------------- | -------- | ------- |
| Альберті 28', 50' Монтоліво 48' Соррентіно 84' | Протокол |         |

| «Брюггліфельд», Аарау Арбітр: Алон Єфет (Ізраїль) |

### Група В
| Збірна    | І | В | Н | П | ГЗ | ГП | РГ | О |
| --------- | - | - | - | - | -- | -- | -- | - |
| Іспанія   | 3 | 3 | 0 | 0 | 10 | 3  | +7 | 9 |
| Туреччина | 3 | 1 | 1 | 1 | 7  | 7  | 0  | 4 |
| Німеччина | 3 | 1 | 1 | 1 | 4  | 5  | -1 | 4 |
| Польща    | 3 | 0 | 0 | 3 | 5  | 11 | -6 | 0 |

| 13 липня 2004 18:00 CET |

| Німеччина | 0 – 3    | Іспанія                                |
| --------- | -------- | -------------------------------------- |
|           | Протокол | Касадесус 51' Гавілан 73' Сольдадо 88' |

| Університет Святого Леонарда, Фрібур Арбітр: Жолт Сабо (Угорщина) |

| 13 липня 2004 19:00 CET |

| Польща                    | 3 – 4    | Туреччина                              |
| ------------------------- | -------- | -------------------------------------- |
| Піщек 43', 88' Мадера 75' | Протокол | А.Озтюрк 26', 68', 83' Олджан Адин 42' |

| Стадіон Хуан Антоніо Самаранч, Лозанна Арбітр: Алон Єфет (Ізраїль) |

| 15 липня 2004 18:00 CET |

| Німеччина                      | 3 – 1    | Польща   |
| ------------------------------ | -------- | -------- |
| Гомес 18' Дежаґа 76' Томік 87' | Протокол | Піщек 8' |

| Університет Святого Леонарда, Фрібур Арбітр: Педру Проенса (Португалія) |

| 15 липня 2004 19:00 CET |

| Іспанія                              | 3 – 2    | Туреччина                        |
| ------------------------------------ | -------- | -------------------------------- |
| Хуанфран 8' Сільва 13' Робусте 90+3' | Протокол | А.Озтюрк 45' (пен.) Каферкан 87' |

| Стадіон Хуан Антоніо Самаранч, Лозанна Арбітр: Дуглас Макдональд (Шотландія) |

| 18 липня 2004 19:00 CET |

| Туреччина       | 1 – 1    | Німеччина    |
| --------------- | -------- | ------------ |
| Олджан Адин 90' | Протокол | Дежаґа 90+1' |

| Університет Святого Леонарда, Фрібур Арбітр: Леван Паніашвілі (Грузія) |

| 18 липня 2004 18:00 CET |

| Іспанія                                                 | 4 – 1    | Польща    |
| ------------------------------------------------------- | -------- | --------- |
| Борха Валеро 10' Касадесус 14' Гавілан 62' Сольдадо 84' | Протокол | Піщек 47' |

| Стадіон Хуан Антоніо Самаранч, Лозанна Арбітр: Геральд Ленер (Австрія) |

## Півфінали
| 21 липня 2004 18:00 CET |

| Швейцарія            | 2 – 3 (дод. час) | Туреччина                     |
| -------------------- | ---------------- | ----------------------------- |
| Антич 56' Дугич 109' | Протокол         | С. Озтюрк 58', 95' Керім 107' |

| Університет Святого Леонарда, Фрібур Арбітр: Геральд Ленер (Австрія) |

| 21 липня 2004 18:00 CET |

| Іспанія                    | 2 – 2 (дод. час) | Україна               |
| -------------------------- | ---------------- | --------------------- |
| Касадесус 12' Сольдадо 94' | Протокол         | Алієв 66' Яценко 112' |

| Стадіон Хуан Антоніо Самаранч, Лозанна Арбітр: Жолт Сабо (Угорщина) |

|                                              |       | Пенальті                          |  |
| Сільва · Сольдадо · Серхіо Рамос · де ла Ред | 4 – 1 | Чигринський · Кравченко · Воробей |  |

## Фінал
| 24 липня 2004 18:00 CET |

| Туреччина | 0 – 1    | Іспанія            |
| --------- | -------- | ------------------ |
|           | Протокол | Борха Валеро 90+2' |

| «Коловрей», Ньйон Глядачів: 4 800 Арбітр: Педру Проенса (Португалія) |

| Чемпіон Європи 2004 |
| ------------------- |
| Іспанія 5-й титул   |

## Кваліфікація на Чемпіонат світу
Шість найкращих збірних кваліфікувались на Молодіжний чемпіонат світу 2005 року.
- Німеччина
- Італія
- Іспанія
- Швейцарія
- Туреччина
- Україна